# Pelecopsis proclinata
Pelecopsis proclinata là một loài nhện trong họ Linyphiidae.
Loài này thuộc chi Pelecopsis. Pelecopsis proclinata được Robert Bosmans miêu tả năm 1988.